# Каллагэн, Джеймс
Ле́онард Дже́ймс Ка́ллагэн (Каллаган), барон Каллагэн Кардиффский (англ. Leonard James Callaghan, Baron Callaghan of Cardiff; 27 марта 1912 — 26 марта 2005) — британский политик-лейборист, премьер-министр Великобритании с 1976 по 1979, перед 18-летней эрой господства консерваторов.
Известен как Джим Каллагэн («Солнечный Джим», «Джентльмен Джим», «Большой Джим»).

## Биография
Леонард Джеймс Каллагэн родился 27 марта 1912 года в Портсмуте. Второе имя он взял от своего отца, Джеймса (1877—1921), который был сыном ирландского католика, бежавшего в Англию во время Великого ирландского голода. Отец Каллагэна сбежал из дома в 1890-х годах, чтобы поступить на службу в Королевский военно-морской флот. Поскольку он был слишком молод, чтобы поступить в армию, он назвал ложную дату рождения и изменил свою фамилию с Гарогана на Каллагэна, для того, чтобы его истинную личность невозможно было установить. Он дослужился до звания Чиф-петти-офицера.
В 1930—1940-е — функционер профсоюзного движения. Участник Второй мировой войны. В 1945 году впервые избирается в парламент. В 1947—1950 — парламентский секретарь при министерстве транспорта, в 1950—1951 — парламентский секретарь Адмиралтейства. В 1951—1964 занимал различные должности в теневых кабинетах лейбористов. В кабинетах Гарольда Вильсона занимал должности канцлера казначейства (1964—1967) и министра внутренних дел (1967—1970).
В 1973 году избирается председателем Лейбористской партии. В 1974—1976 — министр иностранных дел Великобритании. С 1976 года — премьер-министр Великобритании.

Каллагэн (слева) с Джимми Картером.

Единственный политик в истории Великобритании, занимавший все четыре Великие должности (Great offices of State): был премьер-министром, канцлером казначейства, министром внутренних дел и министром иностранных дел.
Активный сторонник участия Великобритании в ЕЭС. После экономического кризиса и стачек зимы 1978/1979 годов 28 марта 1979 года парламент объявил вотум недоверия кабинету Каллагэна, который оставался в подвешенном состоянии до парламентских выборов в мае, где решительную победу одержали консерваторы во главе с Маргарет Тэтчер. В 1980 году утратил лидерство и в партии.
С 1983 по 1987 год — «отец» палаты общин (старейший депутат; мандат с 1945, то есть с тех знаменитых выборов, где Эттли победил Черчилля); после ухода из палаты Общин, к 75-летию, награждён королевой Орденом Подвязки и сделан пэром, с титулом барона Кардиффского, что позволило ему занять место в Палате лордов.
Прозван «Большой Джим» (самый высокий премьер-министр Великобритании за всю историю). Прожившему 93 года без одного дня Каллагэну принадлежит также рекорд долгожительства среди премьеров. Он всего на две недели пережил свою жену.
Успешно боролся за изменение британского закона об авторском праве.
Каллагэн был кремирован, а его прах развеяли у подножья памятника Питеру Пену у больницы на Грейт-Ормонд-стрит в Лондоне. Каллагэн добился того, чтобы все средства от показа всех существующих и последующих постановок «Питера Пена» перечислялись на счет этой больницы.